# Pseudaletia macrosaris
Pseudaletia macrosaris är en fjärilsart som beskrevs av Edward Meyrick 1899. Pseudaletia macrosaris ingår i släktet Pseudaletia och familjen nattflyn. Inga underarter finns listade i Catalogue of Life.